# Bic Cristal
Le Bic Cristal est un stylo à bille jetable fabriqué par la Société Bic depuis décembre 1950.
Depuis son lancement il s'est vendu plus de 100 milliards de Bic Cristal. En France, près de 100 millions de stylos à bille Bic Cristal sont vendus par année soit plus de trois à la seconde.
Le Bic Cristal est notamment exposé de manière permanente dans les collections du Museum of Modern Art de New York et celles du musée national d'art moderne à Paris.

## Couleurs disponibles
- Noir
- Bleu
- Rouge
- Vert
- Bleu Turquoise
- Rose
- Violet
- Vert Clair
- Orange fluo

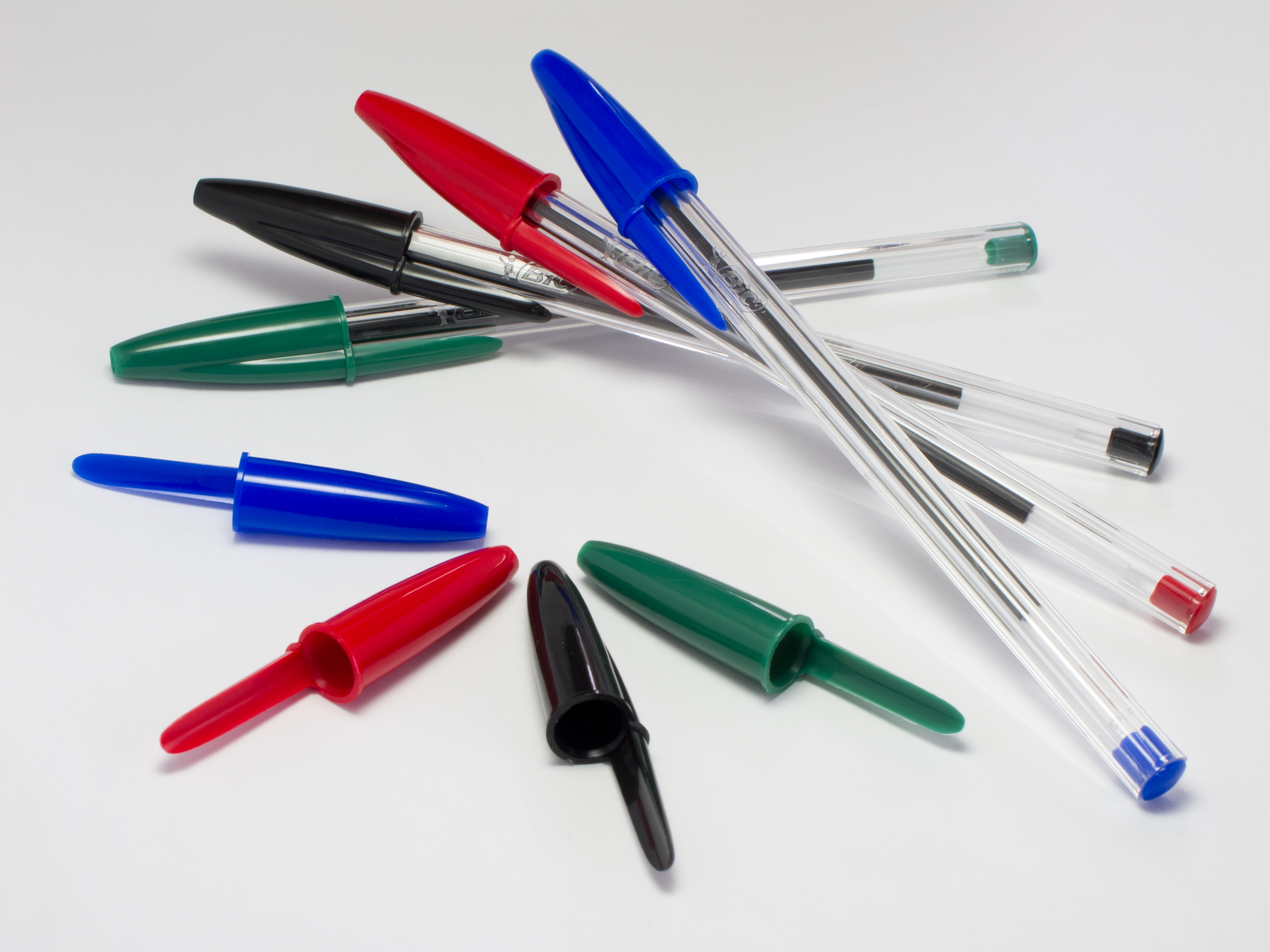
Quatre couleurs disponibles.

- Brun (disponible uniquement en Amérique latine)
- Jaune fluo
- Orange

## Détails techniques
D'après son fabricant,
- Il est prévu pour pouvoir écrire plus de deux kilomètres d'écriture[4].
- Le corps est de forme hexagonale et est en polystyrène[3] (8,3 mm de diamètre et 14,7 cm de long).
- Corps transparent permettant la visibilité du niveau d'encre.
- Encre à base d'huile (résistante à l'eau et qui sèche en moins de deux secondes).
- Cartouche contenant 0,4 g d'encre.
- Tube de cartouche d'encre en polypropylène.
- Le Cristal, depuis 1991, a l'extrémité de son capuchon percé, afin de minimiser les risques d'asphyxie en cas d'ingurgitation[5], conformément à l'ISO 11540[6]. (un Bic Cristal peut rester décapuchonné plus d’un an selon son fabricant)[2].
- Support de pointe en polystyrène.
- Bille en carbure de tungstène (vitrifié par la chaleur) sertie dans une pointe en laiton. La bille était en acier avant 1961.
- La durée de vie[C'est-à-dire ?] d'un Bic Cristal est estimée à trois ans.
- Le Bic Cristal ne contient pas de PVC.
- Poids total : 5,8 g[7].

D'après des tests de résistance effectués par des utilisateurs,, les pigments du Bic Cristal ne résistent pas à une exposition prolongée à la lumière, ce qui rend problématique la conservation d'œuvres d'art réalisées avec ce médium.

## Commercialisation
- 1950 en France[1]
- 1951 en Belgique[1]
- 1954 en Italie[1]
- 1956 au Brésil[1]
- 1957 au Royaume-Uni, en Afrique du Sud et en Océanie[1].
- 1958 en Amérique du Nord[1].
- 1959 en Scandinavie[10]
- 1960 en Afrique et au Moyen-Orient
- 1965 au Japon et au Mexique

Il est vendu dans plus de 160 pays ce qui en fait le stylo le plus vendu au monde.[réf. nécessaire]

## Prix
- 50 centimes de francs (anciens) à sa sortie en 1950.
- environ 0,20 euro (1,30 franc) en 2023.

## Anecdotes
Avec 22 litres de pétrole brut, on peut produire 2 500 Bic Cristal.

## Filmographie
- Danielle Schirman, Le Bic Cristal, documentaire télévisé de la série Design, France, 2004 ; 1re diffusion française, Arte, octobre 2005 ; disponible : lire en ligne